# Förstapassagemetabolism
Förstapassagemetabolism är ett fenomen inom farmakologin som innebär att läkemedel som intas peroralt genomgår mer eller mindre omfattande nedbrytning i mag-tarmkanalen samt i levern.
När ett läkemedel intas peroralt kommer det först att passera mag-tarmkanalens omfattande enzymatiska matspjälkningssystem, som ofta kan påverka eller bryta ner läkemedelssubstanser. Därefter utsätts läkemedlet för ytterligare ett enzymatiskt system, i och med att det tas upp från tarmen ansamlas dessa i mindre vener som tillsammans sluts upp i portavenen (vena portae) som leder in i levern. Först därefter töms i nedre hålvenen (vena cava inferior) i riktning mot hjärtat. 
Fyra viktiga enzymatiska system är involverade:
- Gastrointestinala enzym
- Enzymer i tarmväggen
- Bakteriella enzymer
- Enzymer i levern

Ett sätt att undvika förstapassagemetabolismen kan vara att ge intravenös tillförsel av läkemedlet. Då når allt läkemedel ut i venösa kretsloppet direkt, och enbart en viss mängd passerar levern per tidsenhet. Andra sätt är via transdermalt plåster, sublinguala läkemedel etc.
Förstapassagemetabolismen kan vara en av flera bidragande faktorer till sänkt biotillgänglighet, vissa läkemedel måste dock genomgå viss metabolism för att aktiveras, så kallade prodrugs. 